# Малиновка (Малинский район)
Мали́новка (укр. Малинівка) — село на Украине, основано в 1889 году, находится в Малинском районе Житомирской области.
Код КОАТУУ — 1823485201. Население по переписи 2001 года составляет 568 человек. Почтовый индекс — 11642. Телефонный код — 4133. Занимает площадь 2,551 км².

## Адрес местного совета
11600, Житомирская область, Малинский р-н, с. Малиновка

## Символика
Когда в 2018 году местные жители придумывали герб, то кроме малины на нем изобразили и липу (символ Чехии). А еще оленя – потому что село расположено среди дремучих полесских лесов. Лев под короной тоже является отсылкой к чешским поселенцам, благодаря которым здесь появилась малина.

## История
Было основано германскими колонистами 1871 года. Поселение получило название «Колония Малиндорф». Впоследствии немцы стали переселяться в Надволжье, а их место заняли чехи. Выразительная чешская община проживала здесь до начала 1990-х годов, когда по приглашению чешского правительства ее представители стали переселяться в Чехию.
В 1925 году на востоке села решили построить здание школы за счет его жителей. В 1926 году обучение в школе началось в здании, которое было переоборудовано под помещение школы. В 1926-1934 годах Малиновская школа была начальной. Обучение в ней проводилось как на украинском, так и на чешском языках. Учили чехи Я. Живностка, И. Барцал и В. Гомолачек. В 1934 году начальная школа была реорганизована в семилетнюю. В 1937 году чешский язык в школе перестал излагаться в связи со сворачиванием советской властью политики «коренизации»
На этот момент, школа приняла статус Лицея, её название                 «Малиновский Лицей» (укр. Малинівський ліцей). 
Во время второй мировой войны, в июле 1941 года в результате большого пожара, возникшего во время оборонительных боев за Малин, значительная часть села сгорела, в том числе сгорели оба помещения школы. В ходе оккупации гитлеровцы вывезли восемнадцать юношей и девушек на принудительные работы в Германию. В годы Великой Отечественной войны 153 жителя села стали бойцами Красной армии, 87 из них не вернулись с фронта. За героизм, проявленный в борьбе с немецкими оккупантами, 87 из них награждены орденами и медалями.
12 ноября 1943 года Малиновка была освобождена от захватчиков силами 226-й стрелковой дивизии I Украинского фронта.

## Интересные факты
Если вы никогда не пробовали малиновый борщ и малиновые кнедлики и вареники, вам обязательно нужно съездить в Малиновку. Ягоду – и красную, и желтую – здесь выращивают со времени основания села немецкими колонистами 1871 года. Позже здесь поселились чехи, которые привезли и саженцы малины, и старинные рецепты ягодного борща. Вареники – это изобретение местных. Старинный чешский малиновый борщ наши тоже усовершенствовали, превратив в настоящий деликатес.

## Достопримечательности
Белыми буквами написано "МАЛИНОВКА", причина постройки этих букв:Облагораживание деревни, в честь смены головы сельхоза.